# Wielka Krokiew
Wielka Krokiew (uradno ime Wielka Krokiew im. Stanisława Marusarza od leta 1989) je smučarska skakalnica na gori Krokiew (1378 m n.v.) v Zakopanih na Poljskem s K točko pri 125 m in velikostjo skakalnice pri 140 m. Odprta je bila leta 1925, je domača skakalnica klubov AZS Zakopane in Wisła Zakopane ter je stalno prizorišče tekem svetovnega pokala v smučarskih skokih od sezone 1979/80. Ob njen se nahajajo tudi manjše skakalnice Średnia Krokiew, Mała Krokiew in Maleńka Krokiew. Skakalnica je bila v svoji zgodovini trikrat prizorišče tekem svetovnega prvenstva v nordijskem smučanju, v letih 1929, 1939 in 1962. 13. marca 2021 je rekord skakalnice postavil norveški smučarski skakalec Benjamin Østvold pri 150 m na tekmi celinskega pokala v smučarskih skokih, na tekmah svetovnega pokala v smučarskih skokih pa ima rekord japonski skakalec Jukija Sato z dolžino 147 m doseženo 25. januarja 2020. Leta 2001 je bilo prizorišče tekem v smučarskih skokih na zimski Univerzijadi.
Kapaciteta štadiona ob skakalnici je 40.000 gledalcev. Leta 1997 je imel papež Janez Pavel II ob obisku domovine mašo na stadionu ob izteku skakalnice.